# Louis Laget
Pour les articles homonymes, voir Laget.
Jacques, Louis Laget est un homme politique français, né le 20 septembre 1821 à Meyrueis (Lozère) et mort le 28 novembre 1882 à Nîmes (Gard).

## Biographie
Après le coup d'État du 2 décembre 1851, il est condamné à la déportation en Algérie.
Il exerça la profession d'avocat, fut bâtonnier de l'ordre des avocats de Nîmes (1862-1864) et fit carrière dans le corps préfectoral. Parallèlement, il fut notamment député et sénateur du Gard, siégeant sur les bancs de l'Union républicaine. Il décède en exercice en 1882.

## Détail des mandats
- Conseiller général du Canton de Nîmes puis de Saint-Hippolyte-du-Fort (1865-188.)
- Député du Gard (1871-1876)
- Sénateur du Gard (1876-1882)
- Président du conseil général du Gard (1871-1874; 1879-1880)

## Carrière préfectorale
- Sous-préfet de l'arrondissement d'Uzès (1848)
- Substitut du procureur de la République dans le Gard (1849)
- Préfet du Gard (1870-1871)

## Œuvres
- Théorie du Code pénal espagnol comparée avec la législation française, coécrit avec Frédéric Laget-Valdeson, 1860
- Essai sur la condition juridique des Français en Égypte, publié en 1891

## Sources
- « Louis Laget », dans Adolphe Robert et Gaston Cougny, Dictionnaire des parlementaires français, Edgar Bourloton, 1889-1891 [détail de l’édition]
- « Laget », dans Dictionnaire biographique du Gard, Paris, Flammarion, coll. « Dictionnaires biographiques départementaux » (no 45), 1904 (BNF 35031733), p. 364-365.
- Patrick Cabanel et Olivier Poujol, « Laget Louis », dans Patrick Cabanel et André Encrevé (dir.), Dictionnaire biographique des protestants français de 1787 à nos jours : H-L, t. III, Paris-Max Chaleil, 2022 (ISBN 978-2-8462-1333-2), p. 579-580.